# Proceso Escalante
El Proceso Escalante fue un incidente político en Cuba después de que el político Aníbal Escalante le diera a sus camaradas del Partido Socialista Popular posiciones de autoridad sobre los miembros generales de las Organizaciones Revolucionarias Integradas recién formadas, lo que provocó que Fidel Castro lo destituyera a él y a sus compañeros de la ORI.
Los orígenes del asunto se encuentran en la decisión de crear un partido de vanguardia en Cuba mediante la combinación del Movimiento 26 de Julio, el Directorio Revolucionario 13 de marzo y el Partido Socialista Popular en las recién formadas Organizaciones Revolucionarias Integradas. La creación de la ORI en 1962 fue encomendada al secretario ejecutivo del PSP, Aníbal Escalante, quien aprovechó esta oportunidad para colocar a los ejecutivos del PSP en posiciones de poder y luego purgar el ejército de viejos líderes guerrilleros, y acelerar las reformas agrarias que provocaron un declive económico. Estas acciones fueron impopulares en el país provocando que Fidel Castro condenara a la ORI y ordenara su reestructuración.

## Antecedentes
En el período inmediatamente posterior al éxito de la revolución cubana en 1959, Aníbal Escalante ocupó un papel destacado en el Partido Socialista Popular. Sin embargo, su ortodoxia marxista y su historia de cooperación con el gobierno depuesto de Fulgencio Batista le dieron una reputación pública escéptica. En gran parte marginados en la política nacional, Escalante y el PSP pasaron a un segundo plano frente a Fidel Castro y su Movimiento 26 de Julio.

Tras la invasión de bahía de Cochinos en abril de 1961, Cuba solicitó ayuda militar a la Unión Soviética. A cambio de la ayuda, el PSP se fusionó con el Movimiento 26 de Julio y el Directorio Revolucionario 13 de marzo en las Organizaciones Revolucionarias Integradas (ORI), antecesora del Partido Comunista de Cuba y Escalante, que contó con el apoyo de Moscú, elevó a su secretario. Según Juanita Castro, algunos se refieren a este período como el "Anibalato". Juanita Castro señaló que, durante este período:
"su foto apareció en los periódicos con más frecuencia que la de Fidel y más gente de Escalante se abrió camino hacia posiciones de poder".
En el otoño de 1961, Castro comenzó a pedir a la Unión Soviética más misiles antiaéreos, pero Nikita Jrushchov no respondió de inmediato. En el intervalo, Castro criticó a la URSS por carecer de "audacia revolucionaria" y comenzó conversaciones con la República Popular China sobre asistencia económica. Al principio, Fidel Castro ignoró la estructura de poder emergente dentro de la ORI. Poco después de un declive económico que introdujo raciones de alimentos en Cuba , el resurgimiento de las guerrillas antigubernamentales en las montañas del Escambray y el desacuerdo de Escalante con el plan del Che Guevara para exportar la revolución cubana, Castro pronto denunció a Escalante y la estructura de la ORI.

## Proceso
En marzo de 1962, Aníbal Escalante y la práctica totalidad de sus funcionarios pro-Moscú designados fueron despedidos. El propio Escalante fue despedido el 22 de marzo de 1962. No fue despedido oficialmente por Fidel Castro sino por la propia ORI ante la insistencia de Castro. Aníbal Escalante fue entonces enviado al exilio en Moscú. Los demás designados por el PSP fueron simplemente censurados y privados de sus cargos. Solo aquellos que juraron lealtad total a Castro pudieron permanecer en el gobierno. Escalante fue ampliamente considerado un "comunista de la vieja escuela" y acusado de construir un partido desconectado de la gente. En un discurso del 26 de marzo de ese año, Castro describió a Escalante como:
“habiendo promovido el espíritu sectario a su más alto nivel posible, de haber promovido una organización que él controlaba… simplemente se dejó cegar por la ambición personal."
Mientras tanto, en una entrevista de 1966 con una revista egipcia, el Che Guevara dijo que Escalante había usado su oficina para ocupar puestos en el partido con amigos y colegas que disfrutaban de "varios privilegios: hermosas secretarias, autos Cadillac, aire acondicionado". Un cable de la embajada de Polonia en La Habana al Ministerio de Relaciones Exteriores de esa nación, en tanto, dio el siguiente relato de la purga de Escalante que, según informó, le había sido proporcionado por Blas Roca:
Los motivos [para la destitución de Aníbal Escalante fueron los siguientes]: como secretario de organización de la ORI, AE utilizó métodos de gestión brutales y arbitrarios, así como intrigas tendientes a concentrar en sus manos el control del partido y del aparato nacional. Usó estos métodos con otros compañeros sin importar su afiliación organizativa previa [es decir, si pertenecían al ex Partido Socialista Popular o al "Movimiento 26 de Julio"]. Logró [tomar] el control de una serie de ministerios, entre otros, el Ministerio del Interior; emprendió las gestiones para controlar a los cuadros militares.

## Reacciones

### Nacionales
El derrocamiento de Aníbal Escalante resultó en una relajación de la " atmósfera estalinista " que se había estado desarrollando en Cuba durante los meses anteriores. La ORI finalmente pasó a llamarse Partido Unido de la Revolución Socialista de Cuba. Con el fin de garantizar la minimización de los estalinistas del PSP en los puestos de autoridad del partido, se convocaron asambleas en los lugares de trabajo para votar por nuevos candidatos para la afiliación al partido. La tendencia hacia la institucionalización fue terminada y reemplazada por una atmósfera política que rodeaba a Fidel Castro como una sola personalidad dominante. En la cultura política cubana, los estalinistas del PSP se volvieron impopulares y el pasado servicio de combate en el Movimiento 26 de Julio durante la Revolución cubana se convirtió en una fuente de confianza y legitimidad.
Para 1962 Cuba estaba entrando en una crisis económica debido a las crecientes sanciones que había experimentado desde 1959, la incapacidad del sector privado para participar en la nueva economía mixta y la fuga de profesionales cubanos que estaban incómodos con los acontecimientos políticos en Cuba. La crisis económica motivó una reevaluación de los modelos económicos propuestos en ese momento, y el asunto Escalante de ese año motivó la desconfianza en el Partido Socialista Popular y sus propuestas de modelo soviético.

### Internacionales
El asunto alarmó a los líderes soviéticos que temían perder las buenas relaciones con Cuba. Los líderes soviéticos también estaban empezando a temer una posible invasión estadounidense de Cuba. En esta crisis de relaciones internacionales, la Unión Soviética envió más misiles antiaéreos SA-2 en abril, así como un regimiento de tropas regulares soviéticas.Timothy Naftali ha sostenido que el despido de Escalante fue un factor motivador detrás de la decisión soviética de colocar misiles nucleares en Cuba en 1962. Según Naftali, a los planificadores de la política exterior soviética les preocupaba que la ruptura de Fidel Castro con Aníbal Escalante presagiara una deriva cubana hacia la República Popular China y buscaran solidificar la relación soviético-cubana a través del programa de bases de misiles.